# Eloeophila seticellula
Eloeophila seticellula là một loài ruồi trong họ Limoniidae. Chúng phân bố ở miền Tân bắc.